# Серт, Хосе Луис

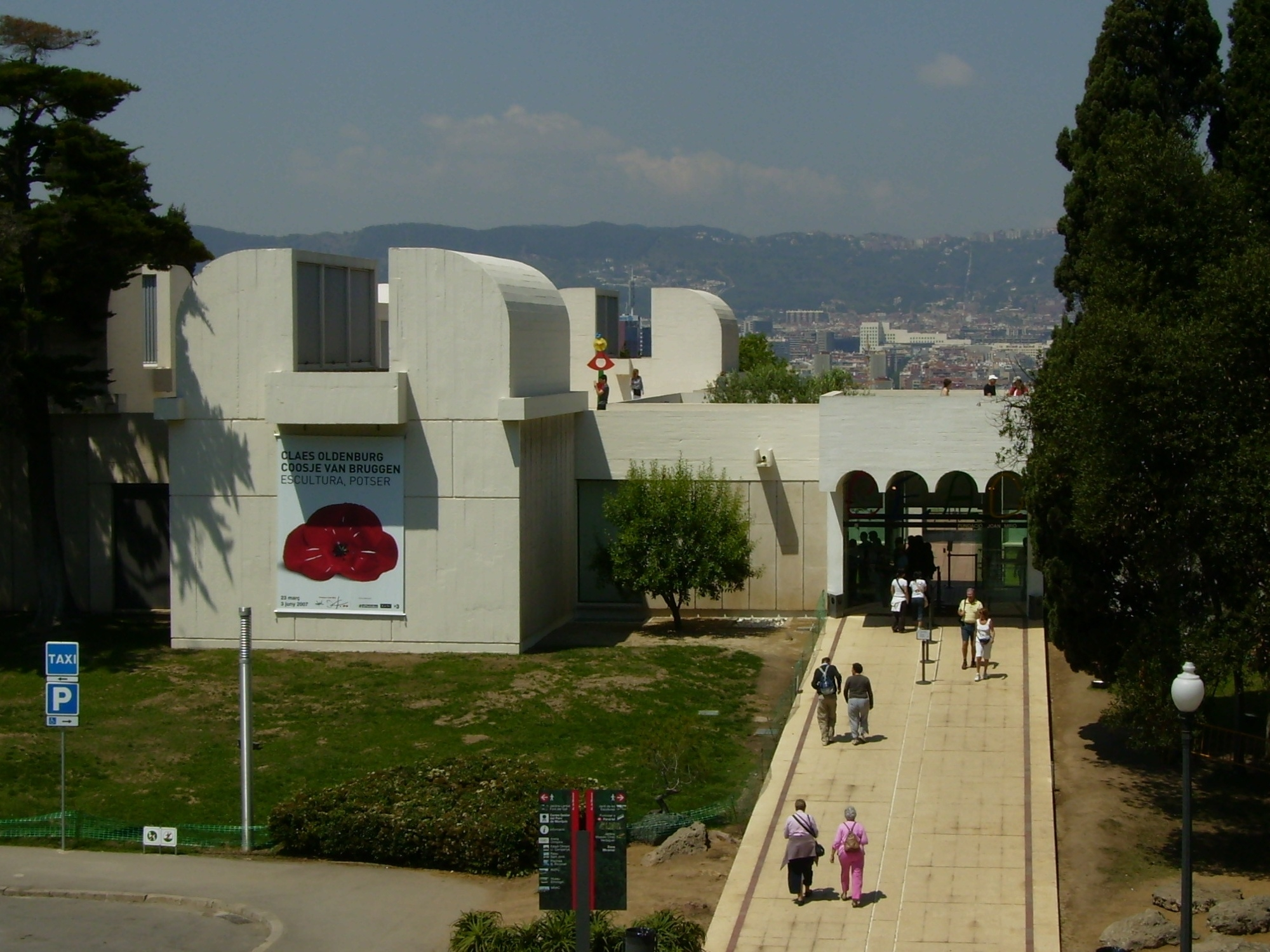
Фонд Жоана Миро: крыша спроектирована так, чтобы галереи были освещены естественным светом

Хосе́ Луи́с Серт (кат. Josep Lluis Sert i López, [ʒuˈzɛb ʎuˈis ˈsɛrt]) — испанский (каталонский) и американский архитектор. Кавалер Золотой медали Американского института архитектуры (1981).

## Биография
Изучал архитектуру в Escola Superior d’Arquitectura, открыл собственную студию в 1929 году. В том же году переехал в Париж по приглашению от Ле Корбюзье на неоплачиваемую работу. В 1930 году вернулся в Барселону, где продолжил свою практику вплоть до 1937 года. В 1930-е был сооснователем группы GATCPAC (Grup d’Artistes i Tècnics Catalans per al Progrés de l’Arquitectura Contemporània, Группы художников и техников-каталонцев за прогресс современной архитектуры), которая позже расширилась до GATEPAC (Grupo de Artistas y Técnicos Españoles para el Progreso de la Arquitectura Contemporánea), позже ставшей испанским крылом Congrès International d’Architecture Moderne (CIAM); в 1947-56 годы Жозеп был президентом CIAM.
В 1939 году Жозеп отправился в изгнание в Нью-Йорк, где работал с Town Planning Associates, занимаясь планами градостроительства ряда южноамериканских городов.
В 1952 году Серт был приглашённым профессором в Йельском университете, а в 1953 году он стал деканом Гарвардской высшей школы дизайна (1953—1969), где стал инициатором образования первой в мире степени по градостроительному дизайну.
У Серта было множество близких друзей среди известных современных ему художников; для некоторых из них он проектировал здания галерей — например, для Жоана Миро, Александра Колдера, Жоржа Брака и Марка Захаровича Шагала.

## Главные постройки и проекты
- 1930—1931: Apartment Building на 342, Muntaner street, Барселона, Испания
- 1933—1934: Joyeria J. Roca (ныне Tous) на 18, Paseo de Gracia, Барселона, Испания
- 1934: Ciutat de Repos i de Vacances, Барселона, Испания
- 1933—1935: Dispensario Antituberculoso, Барселона, Испания
- 1932—1936: Каса Блок, Барселона, Испания
- 1937: Павильон Республики, Барселона, Испания
- 1937: Испанский павильон на Всемирной выставке 1937 года в Париже
- 1955: Студия Жоана Миро на Мальорке, Испания
- 1955—1969: Старое здание Посольства США в Багдаде, Ирак[5]
- 1957: Дом Серта в Кембридже на 64 Francis Avenue (Массачусетс), США
- 1958—1965: Holyoke Center, Гарвардский университет, (Бостон), США
- 1959—1964: Галерея Маг в Сен-Поль-де-Ванс, Франция
- 1969: Отель в Кала Д’эн Серра, Ивиса, Испания (abandoned)
- 1971: Carmel de la Paix в Мазиль (Сона и Луара), Франция
- 1973: Гарвардский научный центр, Гарвардский университет, (Бостон), США
- 1975: Фонд Жоана Миро, Барселона, Испания